# Chain Reaction
Chain Reaction – polski zespół muzyczny wykonujący muzykę będącą pochodną takich gatunków jak heavy metal, groove metal, thrash metal i stoner metal, który zespół określa jako „modern metal”. Założony w 2002 roku w Warszawie.

## Muzycy

### Obecny skład zespołu
- Bartosz „Barton” Szarek – wokal (od 2004)
- Piotr „Wodzirej” Przygoda – gitara (od 2002)
- Daniel „Dani” Lechmański – gitara (od 2006)
- Michał „Komandos” Michalski – gitara basowa (od 2002)
- Łukasz „Konar” Konarski – perkusja (od 2002)

### Byli członkowie zespołu
- Grzegorz „Jaro” Jarek – gitara, wokal (2002–2004)

## Historia

### Początek (lata 1999–2005)
Piotr „Wodzirej” Przygoda i Grzegorz „Jaro” Jarek spotykali się grając cotygodniowe próby w mieszkaniu Piotra. Po pewnym czasie udało im się znaleźć basistę - Michała „Komandosa” Michalskiego i perkusistę - Łukasza „Konara” Konarskiego. W tym czasie zespół nie przyjął jeszcze nazwy, ale wykrystalizował się jego skład oraz powstały pierwsze utwory wykonywane później przez Chain Reaction, m.in. „I'm still there”. Część z tych kompozycji pojawiła się na pierwszym demo zespołu, jednak gdy powstał nowy materiał utwory zostały porzucone. Po pewnym czasie wspólnego grania zespół wybrał nazwę „Chain Reaction”. 15 maja, na 18. urodzinach perkusisty Łukasza Konarskiego Chain Reaction zagrało swój pierwszy, choć nieoficjalny koncert, natomiast w lipcu 2003 roku w warszawskim DBX Studio zespół nagrał pierwsze demo, jednak zaraz po nagraniu instrumentalnych partii z zespołu odszedł wokalista grupy - Krzysztof. Pod koniec roku 2003 do zespołu dołączył nowy wokalista - Łukasz. 13 lutego 2004 roku Chain Reaction zagrał swój pierwszy oficjalny koncert w warszawskim klubie Progresja, wraz z zespołami Hekatomba i Gutter Sirens, po którym z zespołu odszedł Łukasz. Z braku wokalisty Grzegorz Jarek dograł partie wokalne kończąc pracę nad rozpoczętym demem, a także przejął funkcję wokalisty (łącząc ją z graniem na gitarze) na koncertach. W październiku 2004 roku Jaro zdecydował się odejść z zespołu. Funkcję wokalisty przejął Bartosz „Barton” Szarek. Do końca 2004 roku zespół zagrał 12 koncertów. Rok 2005 zespół poświęcił przede wszystkim na prace nad nowym materiałem, który został zaprezentowany na kilku koncertach.

### id(lata 2006–2007)
W roku 2006 zespół wszedł do olkuskiego Zed Studio, gdzie został zarejestrowany materiał na płytę id. Nagrania trwały od kwietnia do czerwca, w utworze „Manipulacja” gościnnie wystąpił Marcin „Auman” Rdest (Totem, Frontside). W trakcie nagrań zespół wystąpił dwukrotnie w Olkuszu - 30 kwietnia w Klubie Baszta i 1. maja w Przeglądzie Rockowym MDK zajmując 3. miejsce. Niedługo potem utwory z id prezentowane są m.in. w Antyradiu i w rozgłośni Radio Kampus. We wrześniu do zespołu dołączył gitarzysta Daniel „Dani” Lechmański (Exlibris, Corruption), a zespół zaczął komponować nowy materiał. 11 marca 2007 roku zespół wykonał utwór „Manipulacja” (który jest jedynym polskojęzycznym utworem w repertuarze grupy) w programie Kuba Wojewódzki Show.

### Vicious Circle(lata 2007–2009)

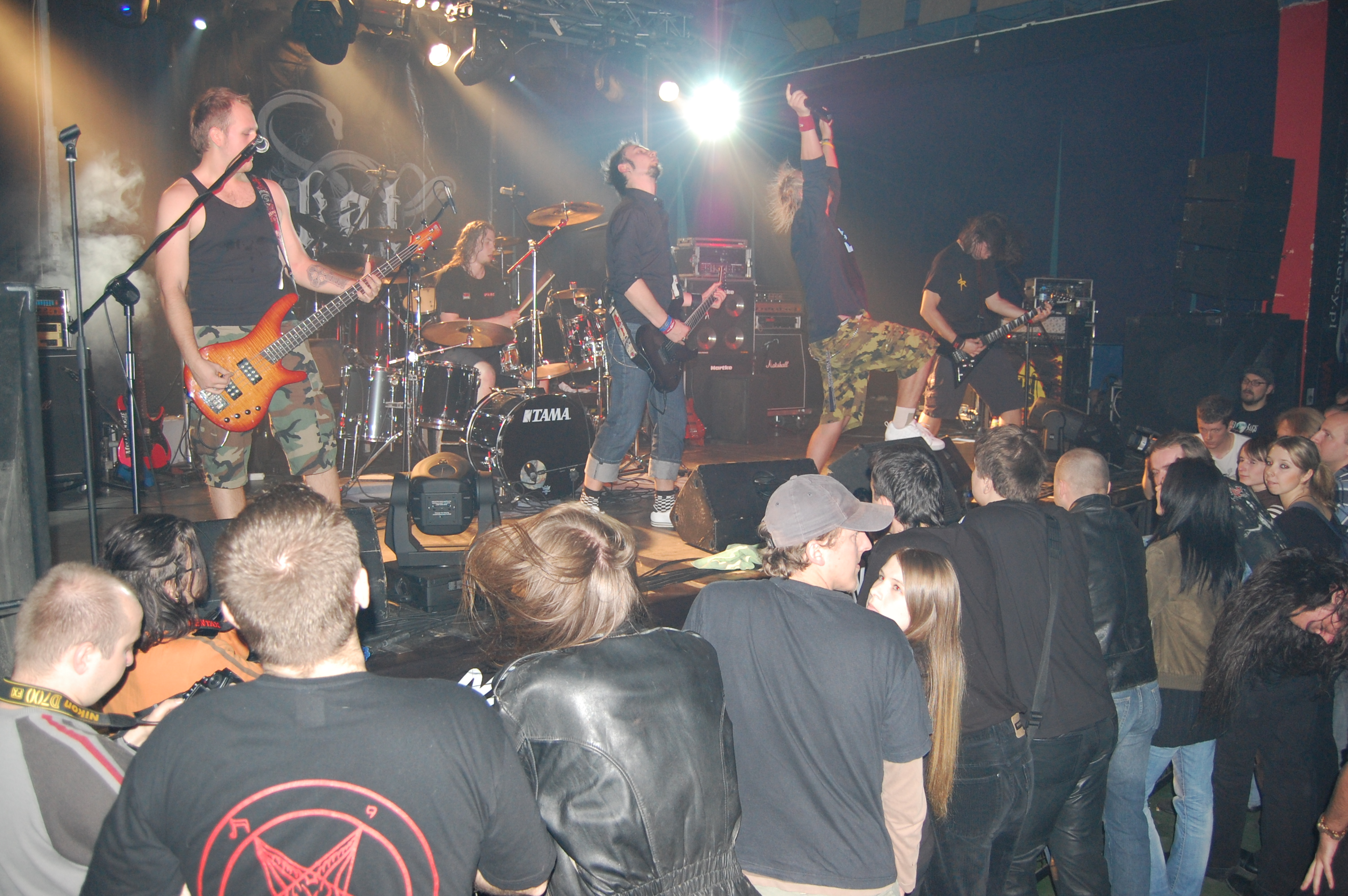
Chain Reaction od lewej: Komandos, Konar, Dani, Barton, Wodzirej

Wiosną zespół wraca do studia w Olkuszu w celu zarejestrowania pierwszej płyty długogrającej (mimo że id było pierwszym wydawnictwem zespołu, było to tzw. promo). Pierwsza płyta LP została zatytułowana Vicious Circle i nagrania do niej zostały zakończone pod koniec 2007 roku, jednak z powodu problemów ze znalezieniem wydawcy zespół wydał płytę w Polsce własnym sumptem jesienią 2008 roku, natomiast w pozostałych krajach Europy w marcu 2009 roku za sprawą włoskiej wytwórni Kolony Records. W międzyczasie zespół zagrał wiele koncertów. Do utworów „Values” oraz „Stark Reality” zostały nakręcone klipy.

### Cutthroat Melodies(lata 2009–2012)
Album Cutthroat Melodies został nagrany pod koniec 2009 roku, natomiast w sklepach pojawił się w maju 2010 roku, ponownie za sprawą Kolony Records. Utwór otwierający płytę, „Twinge”, został dodatkowo wydany na kompilacji Kill City Vol.22 przez 272Records. Do wspomnianego utworu „Twinge” oraz do „When road & booze collide” zostały nakręcone teledyski, a w 2010 roku zespół wystąpił na Przystanku Woodstock. Ponadto 15 maja 2010 roku zespół wziął udział w eliminacjach do festiwalu Wacken Open Air, jednak przegrał z wrocławskim zespołem The Sixpounder. W tych latach zespół stał się rozpoznawalny, m.in. dzięki udziałowi w Przystanku Woodstock oraz wielu koncertach, a także dzięki wypracowaniu charakterystycznego image'u grupy - poplamione białą farbą czarne ubrania, białe instrumenty, a także często plakat zespołu w tle. Od 10 do 25 września 2010 roku zespół zagrał na swojej pierwszej zagranicznej trasie odwiedzając takie miejsca jak Lipawa, Ryga, Kowno, Wilno, Tartu, Narwa, Rakvere i Kieś. Organizatorem trasy była agencja PinkShot Agency. Ponadto zespół zagrał wiele koncertów w Polsce zarówno jako support jak i headliner, między innymi przed Acid Drinkers, Katem, Beatallicą, czy DragonForce. Jesienią 2012 roku zespół odbył trasę Most Wanted Tour wraz z zespołami Leash Eye (w którym na perkusji gra Łukasz Konarski) i Exlibris (gdzie na gitarze gra Daniel Lechmański). Na początku 2012 roku zespół ogłosił nazwę następnej płyty - Revolving Floor.

### Revolving Floor(od 2012)
Większość materiału na trzecią płytę została skomponowana do maja 2012 roku, jednak nagrania rozpoczęły się dopiero w sierpniu i trwały do 2013 roku (chociaż partie gitarowe oraz basowe zostały nagrane jesienią, nagrania partii wokalnych zostały przesunięte na zimę 2013). 25 stycznia z okazji dziesięciolecia działalności zespołu w warszawskim klubie Pod Harendą zespół zagrał ponad dwugodzinny koncert składający się z trzech setów - w tym akustycznego i z zaproszonymi gośćmi. Zostały przypomniane numery z początków działalności zespołu, covery, z zespołem wystąpił Grzegorz Jarek, ponadto odbyła się premiera utworu „Down below” w wersji akustycznej z nadchodzącej płyty, dodatkowo wokalista grupy, Barton, ogłosił, że to jego ostatni koncert z Chain Reaction, jednak zagrał jeszcze zagraniczną trasę z zespołem. W dniach 10-12 stycznia oraz 13-17 lutego zespół odbył drugą zagraniczną trasę odwiedzając takie miejsca jak Kłajpeda, Wilno, Ryga, Jełgawa, Kieś, Tartu, Viljandi i Kowno. 8 lutego zespół zaprezentował teaser nadchodzącego albumu, w którym zostały zawarte fragmenty czterech utworów oraz, 20 lutego zakończyły się prace nad miksowaniem płyty, tego samego dnia zespół udostępnił singiel Inspektor Löwe, na który składały się dwa utwory: „Inspektor Löwe” oraz „My Abstinence”, 27 lutego ujawniona została okładka oraz tracklista płyty Revolving Floor, natomiast sama płyta pojawiła się jedynie w formie elektronicznej (poprzez serwisy Deezer, Bandcamp, Spotify, WIMP) oficjalnie 6 kwietnia, chociaż niektóre serwisy umożliwiły zakup i odsłuchanie dzień wcześniej. Tego samego dnia pojawiło się w sprzedaży w wersji fizycznej, w formie koperty z płytą (podobnie jak promo „id”) w cenie tzw. „pay what you want”, czyli „płać ile chcesz” nagranie DVD z koncertu z dziesięciolecia zespołu. 22 kwietnia w audycji „Złomowisko” w Radiu Kampus można było usłyszeć gitarzystę i wokalistę zespołu, Daniego, w wywiadzie dotyczącym zespołu. 15 czerwca Chain Reaction wystąpiło z koncertem premierowym Revolving Floor i pożegnalnym Bartona w Klubie 55 w Warszawie wraz z gitarzystą Corruption i Vagitarians Piotrem „Rutkosiem” Rutkowskiem.

## Dyskografia

### Albumy
- Vicious Circle (2008)
- Cutthroat Melodies (2010)
- Revolving Floor (2013)

### Promo
- id (2006)

### Dema
- demo (2003)

### Single
- Inspektor Löwe (2013)

## Wideografia

### DVD
- X-lecie Live at Piwnica pod Harendą (zdjęcia i montaż: Michał Ślusarski, fot.: Aleksandra Krucza-Burska, 2013)

### Teledyski
- Stark Reality (2008)
- Values (2009)
- Twinge (zdjęcia i montaż: BadPixel, 2011)
- When Road & Booze Collide (reż. Marcin Szarłacki, zdjęcia i montaż: BadPixel, 2011)